# Otto Reichner
Otto Reichner (31. srpna 1888 Opava – 31. července 1961 Gelnhausen, Německo) byl slezský architekt. Působil v rodné Opavě a později na Slovensku.

## Život
Narodil se v Opavě. Vystudoval vídeňskou techniku a poté pracoval v ateliérech v Berlíně, Hamburku a ve Vídni. Založil si vlastní ateliér v Opavě. V roce 1938 přesídlil na Slovensko do Rájeckých Teplic a později do Žiliny, kde působil až do roku 1960. Stylově se pohyboval od expresivního dekoratismu přes novou věcnost po konstruktivismus.

## Dílo
- 1929 – 1930 Vila Bruno Vogela, Gudrichova 41/2252, Opava[2]
- 1929 – 1931 Městské koupaliště, Jaselská 35, Opava
- 1932 – 1933 Vila A. Lassmanna, Tyršova 26, Opava
- 1932 – 1933 Vila E. Lassmanna, Rooseveltova 37, Opava
- 1937 – 1939 Obytný dům městské spořitelny, Horní náměstí 24, Čapkova 2, Opava
- 30. léta, Restaurace Kamélia, Tajovského ul. Žilina, objekt byl později (především v osmdesátých letech 20. století) přestavěn[3]
- 1941 – 1944 Balustráda pod Farským kostelem, Žilina[4]
- 1941 – 1946 Reprezentační dům, Původně projektován architekty Ferdinandem Čapkou a Františkem Eduardem Bednárikem jako Dům katolické kultury a výchovy, Reichner přepracoval projekt jako Reprezentační dům. Později využíváno jako divadlo. V letech 1999 – 2003 byla provedena kompletní rekonstrukce objektu.[5][6]

## Galerie

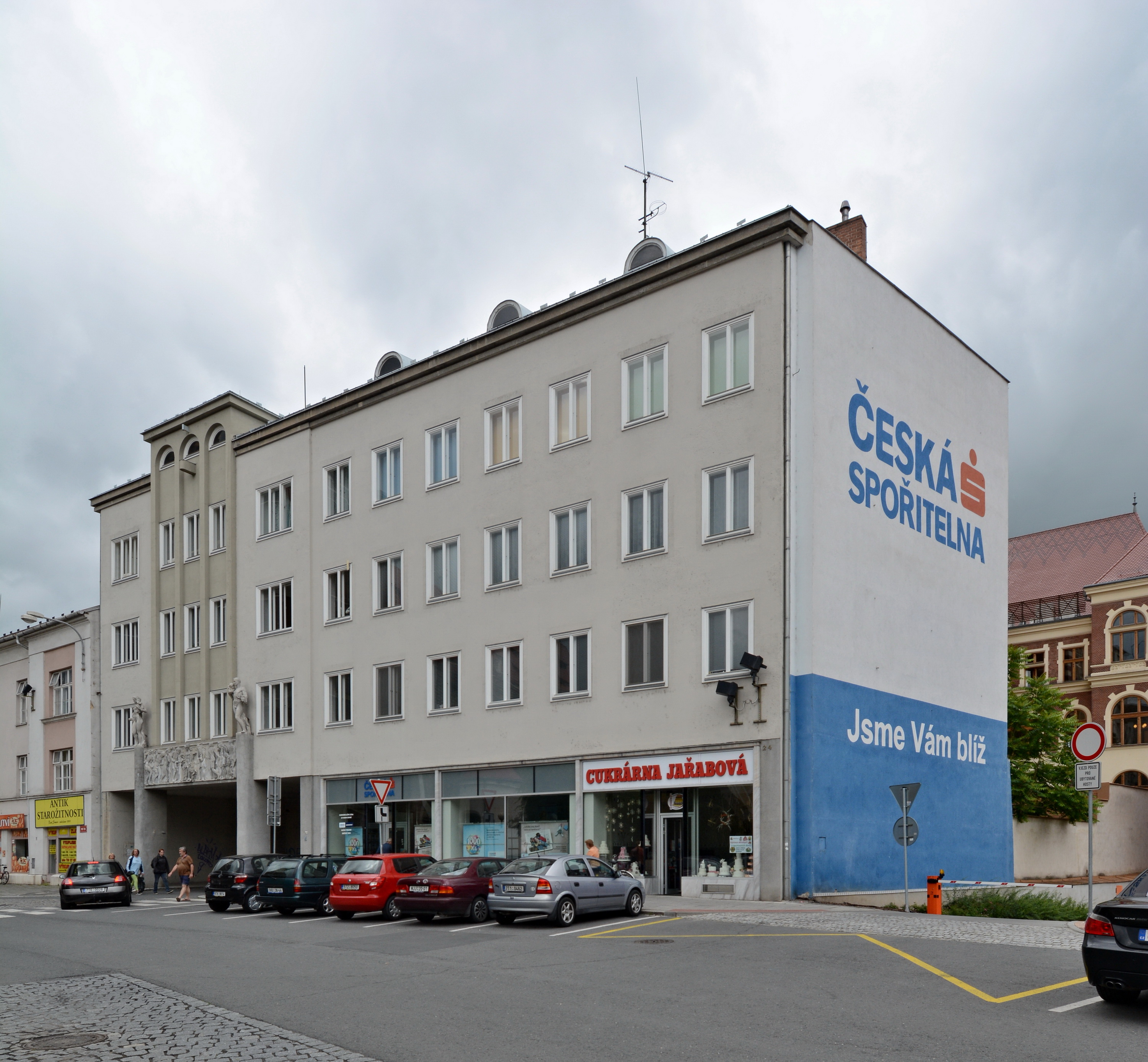
Opava, Obytný dům městské spořitelny, Pohled z Horního náměstí.
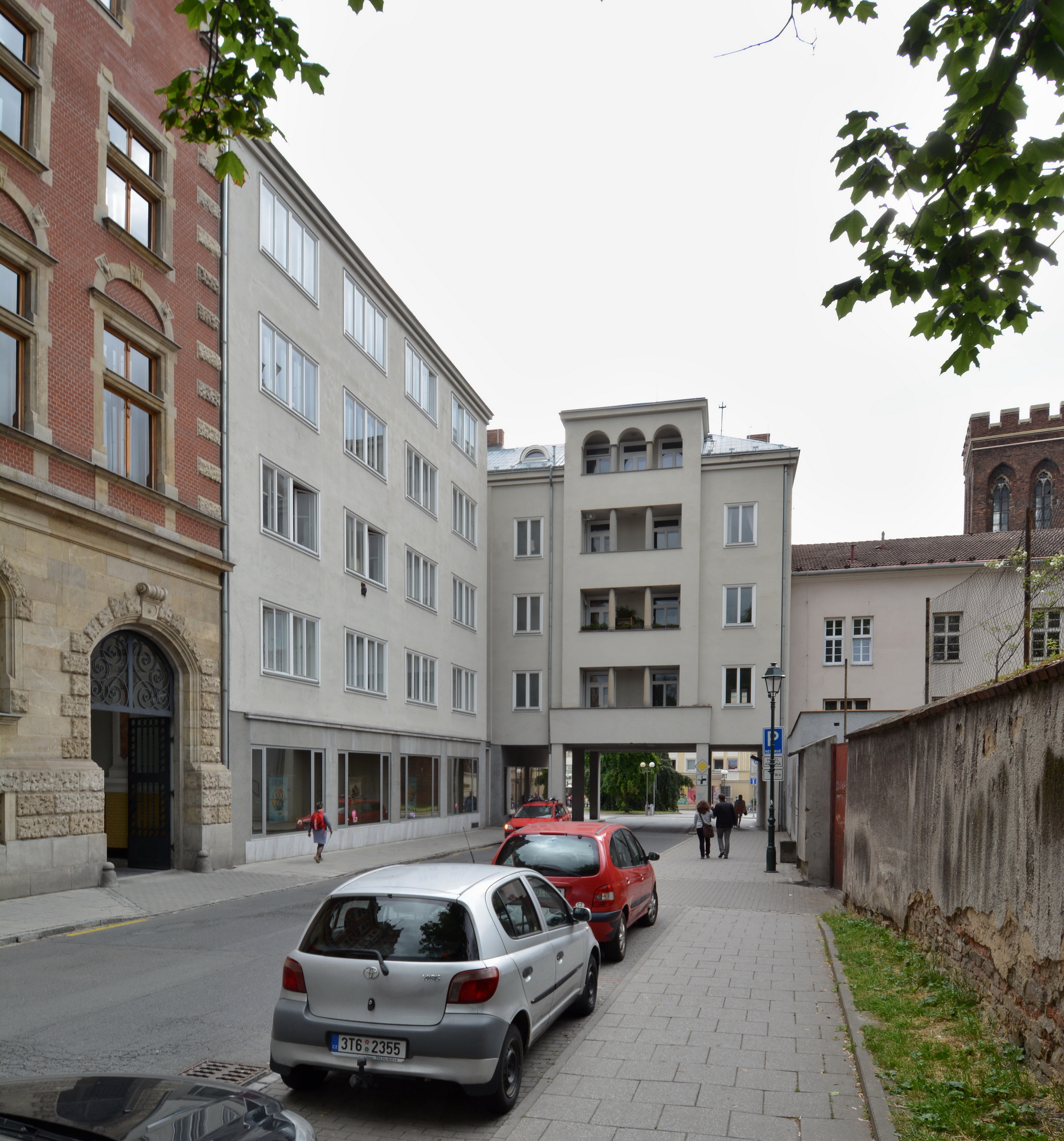
Opava, Obytný dům městské spořitelny, Pohled z Čapkovy ulice.
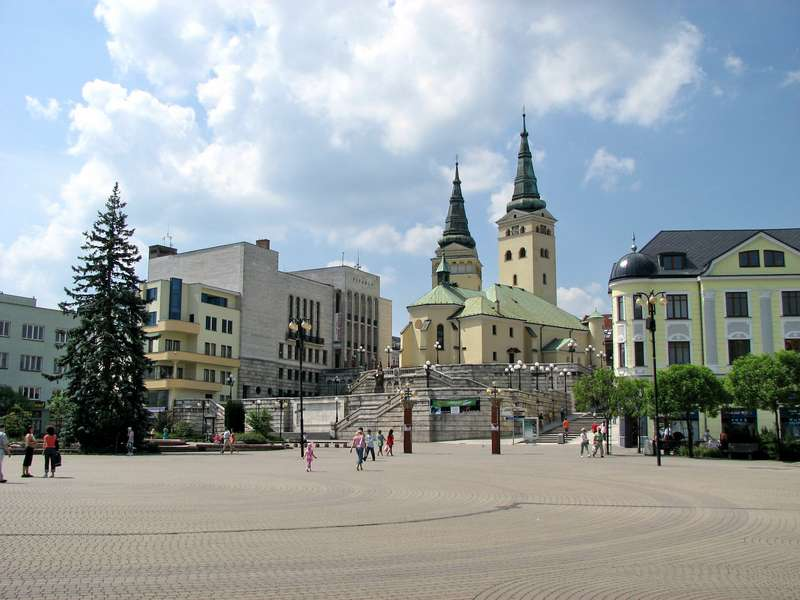
Žilina, Reprezentační dům a Balustráda pod Farským kostelem.
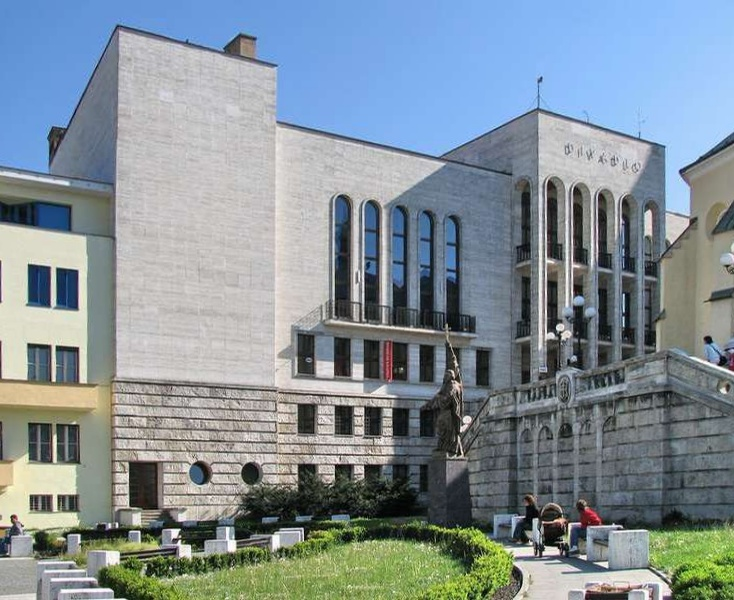
Žilina, Reprezentační dům, dnes městské divadlo.